# San Pedro de las Dueñas (Sahagún)

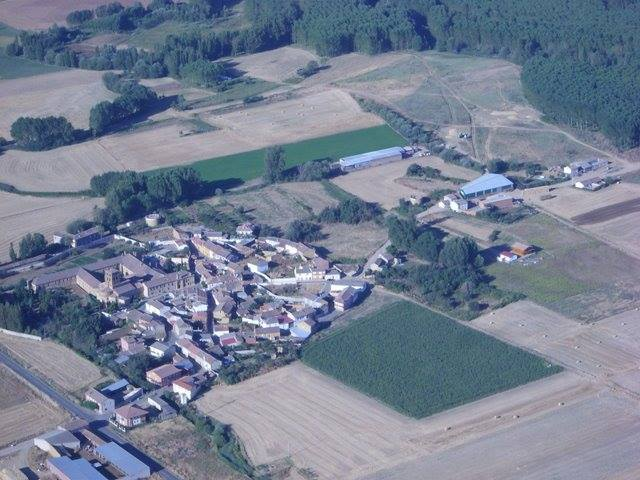
Imagen aérea de San Pedro de las Dueñas (León)

San Pedro de las Dueñas es una localidad del municipio de Sahagún, en la comarca de Tierra de Sahagún, provincia de León, comunidad autónoma de Castilla y León, en España. Dista 5,2 km de la capital del municipio y 59,9 km de la capital provincial. A fecha de 1 de enero de 2006 tenía 95 habitantes.

## Patrimonio

### Iglesia
Construida a finales del siglo X y principios del XI. Es una de las iglesias más representativas del románico mudéjar de la fase preclásica, se empieza a construir en piedra y se acaba en ladrillo (1087 y 1110). El exterior es de planta basilical. Sobre el presbiterio de la Capilla Mayor se alza una torre totalmente de ladrillo, es de planta cuadrada y de sección decreciente. Destaca una colección de capiteles, el más curioso es el conocido popularmente como 'de las siete monjas'.

### Monasterio
El monasterio de San Pedro de las Dueñas es un monasterio de monjas benedictinas Su fundación se remonta al siglo X, aunque el actual edificio del monasterio es del siglo XVIII. La primitiva iglesia aún se conserva, siendo la parte más valiosa artísticamente de todo el conjunto. Se trata de una edificación de estilo románico-mudéjar del siglo XII que se comenzó a construir en piedra y se terminó en ladrillo.
En 2015, en la aprobación por la Unesco de la ampliación del Camino de Santiago en España a «Caminos de Santiago de Compostela: Camino francés y Caminos del Norte de España», España envió como documentación un «Inventario Retrospectivo - Elementos Asociados» (Retrospective Inventory - Associated Components) en el que en el n.º 1435 figura el monasterio benedictino de San Pedro de las Dueñas.

### Escultura

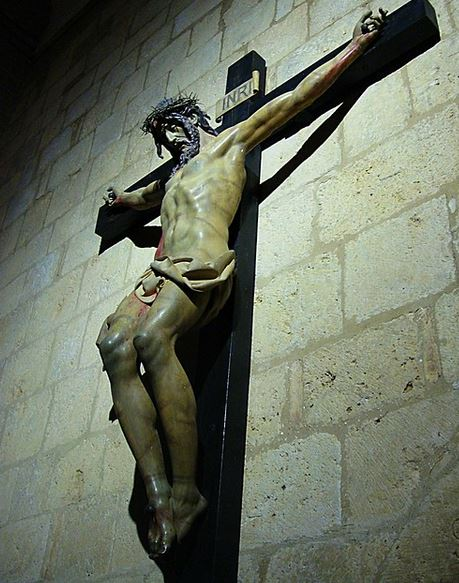
Talla en madera policromada atribuida a Gregorio Fernández, en la Iglesia de San Pedro de las Dueñas

Dentro de la iglesia se encuentra un cristo de madera policromada, de tamaño natural realizado por Gregorio Fernandez, representativa del arte de la escuela castellana de escultura. El estudio anatómico realista busca expresar con la mayor fidelidad posible la realidad del Crucificado, y provocar así un mayor sentimiento de piedad en quien lo contempla.

## Camino de Santiago
Por esta localidad discurre una variante del Camino de Santiago Francés.